# 89式120mm自走対戦車砲
89式120mm自走対戦車砲（89しき120mmじそうたいせんしゃほう、中国語: 89式120毫米自行反坦克炮、PTZ-89）もしくは89式120mm対戦車自走砲（89しき120mmたいせんしゃじそうほう）は、中華人民共和国の自走対戦車砲（対戦車車両）である。

## 開発
1970年代の装甲の進歩と爆発反応装甲などの増加装甲の開発は、急速に対戦車兵器を陳腐化させていた。戦車砲もまたその例に漏れず、対抗手段として大口径化やAPFSDSに代表される貫徹力の高い砲弾の開発が行われていた。そこで中華人民共和国は1970年代末、T-72に対抗可能な西側諸国と同等の120mm滑腔砲の開発に着手した。これは、ラインメタル 120 mm L44の技術取得に失敗し、自力開発を余儀なくされたことによるものである。
当時、120mm砲の開発自体は1967年に開始された第二世代戦車の開発の中で行われており、120mm低圧砲の開発に成功していた。さらに1969年3月2日のダマンスキー島事件によりT-62を鹵獲、これに搭載されていた115mm滑腔砲により中華人民共和国の砲は技術的な進歩を果たした。しかし当時は文化大革命の真っ只中であり、この成果が実を結ぶのは73式100mm対戦車砲の完成を待たねばならなかった。これを69-I式戦車に装備する計画だったが、実現することはなかった。さらに120mm高圧砲も完成し、これを搭載する戦車もWZ-112として計画されたが、砲口初速1,580m/sにすぎず威力的には不十分であったため、不採用となった。
世界との差を認識し、105mmライフル砲については西側の技術を導入し、T-72の装甲を模して傾斜68度、装甲厚204mmの複合装甲からなる681複合標的を作成するなど、120mm戦車砲の開発が進行するさなかの1978年12月には120mm対戦車砲の開発も決定した。要求仕様は距離2,000mでT-72の装甲を打ち抜けることであった。1979年2月19日には初の試射を行い、1980年には砲口初速1,700m/sに達し、120mm厚の装甲なら1,300m/s、204mmの装甲なら1,411.2m/sで打ち抜くところまで到達した。だが、戦車砲としてソビエト製戦車と同口径の125mm滑腔砲が採用されることになり120mm砲は対戦車砲としての開発が続けられるのみとなった。
最初に行われた第247設計所による62式軽戦車への搭載計画は、120mm砲の反動に対して小型・軽量に過ぎ実用化のめどが立たず失敗した。次いで第447設計所が独自に開発を継続し、この対戦車砲を83式152mm自走榴弾砲と同じ321式多用途車両に搭載する計画は1984年9月に承認された。同年中に試作車が完成、1985年には北京の南口にてデモンストレーションを行った。1989年には初期生産型20両の生産が認められ、翌年制式化された。1989年の40周年パレードに参加する予定であったがこれは果たせず、公開は1991年の中国中央電視台によるテレビ放送となった。
89式120mm対戦車自走砲の開発は数々の技術的進歩をもたらしたが、当の89式120mm対戦車自走砲自体は開発完了後の国際情勢の変化、兵器の進歩や戦術の変化もあって趨勢に合わない装備となり、生産数は100両程度と見込まれている。

## 性能

### 車体
台車としては他の自走砲と共通の321式多用途車両を使用している。WR4B-12 V150LB4ストロークディーゼルエンジンにより、520馬力の出力を得て時速55kmでの走行が可能となっている。エンジンは前方右側、左側に操縦席がある。乗員は4名であり、操縦手以外に車長、装填手、砲手が搭乗する。
外見は戦車に似ているものの装甲は薄く、試作車両においては装甲厚は車体部分が10mmしかない。エンジン、冷却水などを前方に配置することで生存性を向上させているものの、これによって俯角が制限されている。デモンストレーション用の車両では、前方18mm、側面15mm、上面20mmとなった。この事情は制式化された車両でも変わらず、装甲は50mm未満と推定されている。これは、車体の性能や重心位置に起因するものであり、砲塔前面の装甲で30mmを確保するに留まっている。ただし、設計時の運用思想においては、榴弾の破片や機関銃のAP弾から防御できれば良いとするものであった。
この他、4連装スモークグレネード発射機を砲塔の左右に装備している。

### 主砲
主砲の120mm50口径滑腔砲は、中程に排煙器が取り付けられている。発射速度は最高で毎分10発相当であるが、連続射撃を行うなら6発から8発程度となる。弾数は30発、即応弾として10発が半自動装填装置にセットされている。レーザー照準装置、暗視装置、射撃統制装置は装備しているが、砲安定装置を装備しておらず、行進間射撃は不可能である。
自走砲としての運用も考慮されており、仰角は18度しかないが榴弾による間接射撃を行うのであれば射程は9,000mに達する。俯角は-8度である。
使用する砲弾はAPFSDSと榴弾の2種類。APFSDSは当初に設計された120I型ではタングステン合金の侵徹体を用いたが、これはT-72にこそ通用するものの旧式であり、チョバム・アーマーなどの新型の装甲に対処できるものではなく、配備には至らなかった。次いで純タングステンの侵徹体を用いる120II型を開発し、これは1997年に58口径砲で試射したところ、装薬11.5kg、距離2,000mで700mmの均質圧延鋼装甲を打ち抜く威力に達するものであった。だが、120II型の反動を吸収できない本車では、主砲の装薬が最大12kg、120I型と共通の装薬を使用する場合に9.5kgとなる問題があった。この条件下でも距離2,000mで550mmを貫通する威力はあり、I型の460mmからは向上している。最終的には有効射程2,500m、砲口初速1,660m/sで運用しているとされる。。タングステン合金による120III型の計画も存在したが、これは中止されている。
榴弾は19.5kg、砲口初速960m/s。間接射撃用の弾薬であるが、直撃した場合には戦車の経戦能力を失わせるだけの威力は期待されている。弾薬の補給は砲塔後部および車体後部から行われるが、砲塔後部のものは半自動装填装置に直接補給が可能である。
APFSDSと榴弾の標準的な搭載比率は7:3、この条件下で砲身命数は520発と想定されていたが、その後の進歩で800から1000発ほどに伸びている。
射撃統制装置はIntel 8085によって動作し、3kmまで対応、要求命中率は2,000mで65%以上であった。試験結果として2.3m四方の静止目標に90.7%（照準時間7秒）、移動目標に75.1%（照準時間10秒）という結果が残されているが、これはイギリス製のT-55改修キットの成績を上回るものであった。

### 副武装
砲塔上面に89式12.7mm機関銃1挺、操縦席に7.62mm機関銃を1挺、同軸機銃としても7.62mm機関銃を装備している。12.7mm機関銃の射程は2,000m、7.62mm機関銃の射程は1,800mである。なお、同軸機銃は装備されていないとする見方もある。

## 運用
砲兵部隊の自走砲として扱われ、対戦車火力が不足している部隊への機動的な派遣が本来の運用である。ただし、59式戦車などの旧型戦車よりも機動力・火力で勝るため、その防御力の低さにもかかわらず戦車と同様の運用も想定されていた。
開発当時は記念パレードに参加できなかったが、50周年記念パレードには参加している。